# 着色料

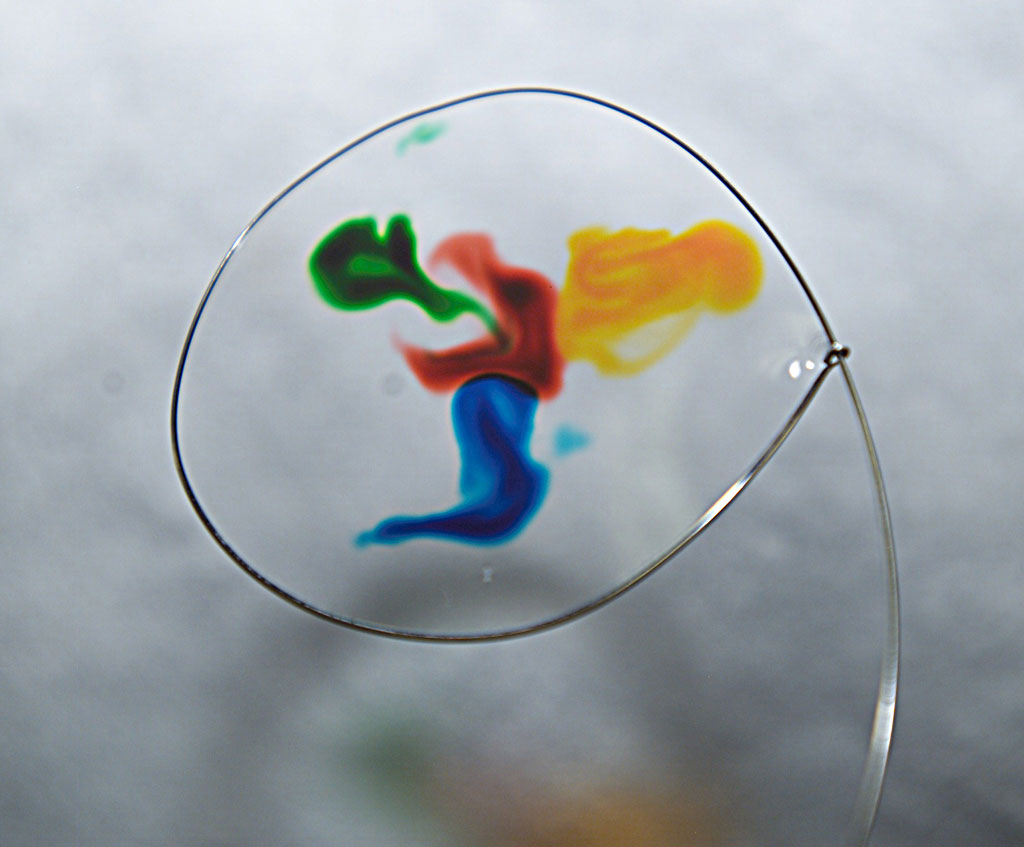
石鹸水の膜の上に広がる食品色素

着色料（ちゃくしょくりょう）とは、食品、医薬品、口紅などの化粧品などに色をつけるためのものである。化学合成のタール色素や、原材料から抽出した色素などがある。
着色料として使用されるものには人体に有害なものもあり、食品の着色(Food coloring)に使用できるかが判断の参考になる。なお、食品に添加され着色の機能を果たすものであっても、酸化チタンなどのように、壁塗り塗料などの主要な原料として使われているものもある。

## 食用色素
食品着色剤とも言い、食品に色をつけるために使用される。料理に彩りを与える効果がある。食品を利用したものと食品添加物がある。
日本では食品衛生法により、食品添加物として内閣府食品安全委員会（食品安全基本法制定前は厚生労働省）がある添加量において、反復投与毒性試験、発がん性試験、変異原性試験より審査されそれらの毒性がないことを確認の上、厚生労働省が成分規格、使用基準を定め承認される。製造は、食品添加物製造業の許可を取得した工場で行われる。
なお、食品から作られ、食品衛生法改正前に使用されていた既存添加物（いわゆる天然添加物）は審査が行われていなかったが、順次、食品安全委員会により食品健康影響評価が実施されており、例えば、アカネ色素については遺伝毒性、腎臓の発がん性が認められたため、2004年（平成16年）7月5日を既存添加物から削除され、食品に使用できなくなった。
なお日本においては後述するように、タール色素に対して安全性を問題視していたため、他国にないタール色素以外の色素が多数作られた。
一部の団体は、実験動物に大幅に過剰摂取や皮膚に塗布させることによって遺伝子を傷つけたり、ガンを引き起こすことがあるという報告があったとして、安全性を問題視している。ただし、食品に含まれる量であれば、相当な量を摂取しなければ影響はないという意見もある。
2025年、第2次トランプ政権が発足するとアメリカ合衆国保健福祉省（HHS）の長官にロバート・ケネディ・ジュニアが就任。ケネディが提唱していた「Make America Healthy Again（アメリカを再び健康にする）」のスローガンが後押しとなり、同年4月22日、アメリカ食品医薬品局は、着色料そのものを段階的に廃止する方針を発表するに至った。

## 用途
飴、かき氷などのシロップ、ジュースに用いられる。絵具やスプレーなどにも使用される。医薬品・化粧品に関してはタール色素を参照。

## 主な種類
食品については省略する。いくつかの色素の語尾につくFCFは"For Colouring of Food"の略である。

### タール色素
- アマランス（赤色2号）
- エリスロシン（赤色3号）
- アルラレッドAC（赤色40号）
- ニューコクシン（赤色102号）
- フロキシン（赤色104号）
- ローズベンガル（赤色105号）
- アシッドレッド（赤色106号）
- タートラジン（黄色4号）
- サンセットイエローFCF（黄色5号）
- ファストグリーンFCF（緑色3号）
- ブリリアントブルーFCF（青色1号）
- インジゴカルミン（青色2号）

### その他の色素
- カラメル色素
- クチナシ色素
- アントシアニン色素
- アナトー色素
- パプリカ色素
- 紅花色素
- 紅麹色素
- フラボノイド色素
- コチニール色素